# Завойко (Петропавловск-Камчатский)
Заво́йко — посёлок (улица, микрорайон) в Камчатском крае России. Административно подчинён городу Петропавловску-Камчатскому, расположен на одноимённом полуострове.
Находится в часовом поясе на 12 часов больше всемирного координированного времени.

## История
Бывший посёлок в пригороде Петропавловска-Камчатского. Возник в начале 1940-х годов. В 1950-е годы назван в честь В. С. Завойко, первого губернатора Камчатки.

## География

### Аэропорты
Ближайший аэропорт — Елизово. Расстояние до него — 28 км, 43 км по трассе.

### Часовой пояс
Завойко находится в часовой зоне UTC+12 (MSK+9).